# Kisdorog
Kisdorog là một thị trấn thuộc hạt Tolna, Hungary. Thị trấn này có diện tích 20 km², dân số năm 2010 là 740 người, mật độ 37 người/km².